# A Dawson és a haverok epizódjainak listája
A Dawson és a haverok epizódjainak listája:

## Évados áttekintés
| Évad | Évad | Részek száma | Részek száma | Eredeti sugárzás     | Eredeti sugárzás | Eredeti adó |
| Évad | Évad | Részek száma | Részek száma | Évadbemutató         | Évadzáró         | Eredeti adó |
| ---- | ---- | ------------ | ------------ | -------------------- | ---------------- | ----------- |
|      | 1.   | 13           | 13           | 1998. január 20.     | 1998. május 19.  | The WB      |
|      | 2.   | 22           | 22           | 1998. október 7.     | 1999. május 26.  | The WB      |
|      | 3.   | 23           | 23           | 1999. szeptember 29. | 2000. május 24.  | The WB      |
|      | 4.   | 23           | 23           | 2000. október 4.     | 2001. május 23.  | The WB      |
|      | 5.   | 23           | 23           | 2001. október 10.    | 2002. május 15.  | The WB      |
|      | 6.   | 24           | 24           | 2002. október 2.     | 2003. május 14.  | The WB      |

## Első évad (1998)
| Sor. | Év. | Cím                              | Rendező        | Író                                                                                | Premier           | Nézettség   |
| ---- | --- | -------------------------------- | -------------- | ---------------------------------------------------------------------------------- | ----------------- | ----------- |
| 1.   | 1.  | Bevezető rész (Pilot)            | Steve Miner    | Kevin Williamson                                                                   | 1998. január 20.  | 6,75 millió |
| 2.   | 2.  | Tánc (Dance)                     | Steve Miner    | Kevin Williamson                                                                   | 1998. január 27.  | 8,04 millió |
| 3.   | 3.  | A csók (Kiss)                    | Michael Uno    | Rob Thomas                                                                         | 1998. február 3.  | 7,34 millió |
| 4.   | 4.  | Felfedezés (Discovery)           | Steve Miner    | Jon Harmon Feldman                                                                 | 1998. február 10. | 6,48 millió |
| 5.   | 5.  | Hurrikán (Hurricane)             | Lou Antonio    | Kevin Williamson & Dana Baratta                                                    | 1998. február 17. | 8,04 millió |
| 6.   | 6.  | Bébi (Baby)                      | Steve Miner    | Történet: Joanne Waters Tévéjáték: Jon Harmon Feldman                              | 1998. február 24. | 7,34 millió |
| 7.   | 7.  | Büntetésben (Detention)          | Allan Arkush   | Mike White                                                                         | 1998. március 3.  | 7,52 millió |
| 8.   | 8.  | Barát (Boyfriend)                | Michael Fields | Történet: Charles Rosin & Karen Rosin Tévéjáték: Jon Harmon Feldman & Dana Baratta | 1998. március 10. | 7,50 millió |
| 9.   | 9.  | Utazás (Roadtrip)                | Steve Robman   | Rob Thomas                                                                         | 1998. március 17. | 7,05 millió |
| 10.  | 10. | Dupla randi (Double Date)        | David Semel    | Jon Harmon Feldman                                                                 | 1998. április 28. | 7,12 millió |
| 11.  | 11. | A rémület (The Scare)            | Rodman Flender | Mike White                                                                         | 1998. május 5.    | 7,26 millió |
| 12.  | 12. | Szépség verseny (Beauty Contest) | Arvin Brown    | Dana Baratta                                                                       | 1998. május 12.   | 7,80 millió |
| 13.  | 13. | Döntések (Decisions)             | David Semel    | Történet: Jon Harmon Feldman Tévéjáték: Mike White & Dana Baratta                  | 1998. május 19.   | 7,89 millió |

## Második évad (1998-1999)
| Sor. | Év. | Cím                                                         | Rendező             | Író                              | Premier            | Nézettség   |
| ---- | --- | ----------------------------------------------------------- | ------------------- | -------------------------------- | ------------------ | ----------- |
| 14.  | 1.  | A csók (The Kiss)                                           | David Semel         | Jon Harmon Feldman               | 1998. október 7.   | 7,93 millió |
| 15.  | 2.  | Mellékvágányon (Crossroads)                                 | Dennie Gordon       | Dana Baratta                     | 1998. október 14.  | 7,26 millió |
| 16.  | 3.  | Életstílusok (Alternative Lifestyles)                       | David Semel         | Mike White                       | 1998. október 21.  | 7,75 millió |
| 17.  | 4.  | Tamara visszatérése (Tamara's Return)                       | Jesus Trevino       | Mike White                       | 1998. október 28.  | 5,96 millió |
| 18.  | 5.  | Telihold (Full Moon Rising)                                 | David Semel         | Dana Baratta                     | 1998. november 5.  | 5,88 millió |
| 19.  | 6.  | Iskolabál (The Dance)                                       | Lou Antonio         | Jon Harmon Feldman               | 1998. november 11. | 6,95 millió |
| 20.  | 7.  | Az éjszakázók (The All-Nighter)                             | David Semel         | Greg Berlanti                    | 1998. november 18. | 6,42 millió |
| 21.  | 8.  | Ki az igazi hős? (The Reluctant Hero)                       | Joe Napolitano      | Shelley Meals & Darin Goldberg   | 1998. november 25. | 6,76 millió |
| 22.  | 9.  | Iskolaigazgató választás (The Election)                     | Patrick Norris      | Darin Goldberg & Shelley Meals   | 1998. december 16. | 6,62 millió |
| 23.  | 10. | A felnőttkor küszöbén (High Risk Behavior)                  | James Whitmore, Jr. | Jenny Bicks                      | 1999. január 13.   | 6,80 millió |
| 24.  | 11. | A titkos levélíró (Sex, She Wrote)                          | Nick Marck          | Mike White & Greg Berlanti       | 1999. január 20.   | 6,43 millió |
| 25.  | 12. | Ismeretlen vizeken (Uncharted Waters)                       | Scott Paulin        | Dana Baratta & Mike White        | 1999. január 27.   | 6,16 millió |
| 26.  | 13. | A főszereplő lány (His Leading Lady)                        | David Semel         | Shelley Meals & Darin Goldberg   | 1999. február 3.   | 6,19 millió |
| 27.  | 14. | Lenni, vagy nem lenni (To Be or Not to Be...)               | Sandy Smolan        | Greg Berlanti                    | 1999. február 10.  | 6,84 millió |
| 28.  | 15. | Ez itt a kérdés (...That Is the Question)                   | Greg Prange         | Kevin Williamson & Greg Berlanti | 1999. február 17.  | 5,93 millió |
| 29.  | 16. | Vigyázz, mit kívánsz! (Be Careful What You Wish For)        | David Semel         | Heidi Ferrer                     | 1999. március 3.   | 6,45 millió |
| 30.  | 17. | Higgyünk a jósnőnek! (Psychic Friends)                      | Patrick Norris      | Dana Baratta                     | 1999. március 10.  | 6,42 millió |
| 31.  | 18. | Tökéletes lakodalom (A Perfect Wedding)                     | Greg Prange         | Mike White                       | 1999. április 28.  | 5,26 millió |
| 32.  | 19. | Abby Morgan, nyugodjék békében (Abby Morgan, Rest in Peace) | David Semel         | Mike White                       | 1999. május 5.     | 5,25 millió |
| 33.  | 20. | Békítő hadművelet (Reunited)                                | Melanie Mayron      | Greg Berlanti                    | 1999. május 12.    | 6,17 millió |
| 34.  | 21. | Változások (Ch...Ch...Changes)                              | Lou Antonio         | Dana Baratta                     | 1999. május 19.    | 5,23 millió |
| 35.  | 22. | Szülők válsághelyzetben (Parental Discretion Advised)       | Greg Prange         | Greg Berlanti                    | 1999. május 26.    | 6,32 millió |

## Harmadik évad (1999-2000)
| Sor. | Év. | Cím                                                          | Rendező             | Író                                                                               | Premier              | Nézettség   |
| ---- | --- | ------------------------------------------------------------ | ------------------- | --------------------------------------------------------------------------------- | -------------------- | ----------- |
| 36.  | 1.  | Az ártatlanság kora (Like a Virgin)                          | Greg Prange         | Tammy Ader                                                                        | 1999. szeptember 29. | 6,05 millió |
| 37.  | 2.  | A hazatérés (Homecoming)                                     | Melanie Mayron      | Greg Berlanti                                                                     | 1999. október 6.     | 5,39 millió |
| 38.  | 3.  | Próbatétel (None of the Above)                               | Patrick Norris      | Bonnie Schneider & Hadley Davis                                                   | 1999. október 13.    | 5,83 millió |
| 39.  | 4.  | Házimozi (Home Movies)                                       | Nick Marck          | Jeffrey Stepakoff                                                                 | 1999. október 20.    | 4,92 millió |
| 40.  | 5.  | Vénasszonyok nyara (Indian Summer)                           | Lou Antonio         | Gina Fattore & Tom Kapinos                                                        | 1999. október 27.    | 4,34 millió |
| 41.  | 6.  | Titkok és hazugságok (Secrets and Lies)                      | Greg Prange         | Greg Berlanti & Alex Gansa                                                        | 1999. november 10.   | 4,47 millió |
| 42.  | 7.  | Menekülés a Boszi szigetről (Escape from Witch Island)       | James Whitmore, Jr. | Tom Kapinos                                                                       | 1999. november 17.   | 5,26 millió |
| 43.  | 8.  | Találd ki, ki jön vacsorára (Guess Who's Coming to Dinner)   | James Charleston    | Heidi Ferrer                                                                      | 1999. november 24.   | 4,05 millió |
| 44.  | 9.  | Tangó négyesben (Four to Tango)                              | James Whitmore, Jr. | Gina Fattore                                                                      | 1999. december 1.    | 4,37 millió |
| 45.  | 10. | Elsőtipusú találkozások (First Encounters of the Close Kind) | Greg Prange         | Leslie Ray                                                                        | 1999. december 15.   | 2,96 millió |
| 46.  | 11. | Találkozások (Barefoot at Capefest)                          | Jan Eliasberg       | Bonnie Schneider & Hadley Davis                                                   | 2000. január 12.     | 3,42 millió |
| 47.  | 12. | Egy hétvége vidéken (A Weekend in the Country)               | Michael Katleman    | Jeffrey Stepakoff                                                                 | 2000. január 19.     | 4,10 millió |
| 48.  | 13. | Éjszaki fény (Northern Lights)                               | Jay Tobias          | Gina Fattore                                                                      | 2000. január 26.     | 4,18 millió |
| 49.  | 14. | Valentin-napi zűrzavar (Valentine's Day Massacre)            | Sandy Smolan        | Tom Kapinos                                                                       | 2000. február 2.     | 3,42 millió |
| 50.  | 15. | Bűn és bűnhődés (Crime and Punishment)                       | Joe Napolitano      | Gina Fattore                                                                      | 2000. február 9.     | 4,38 millió |
| 51.  | 16. | Igazgató úrnak szeretettel (To Green, with Love)             | Kenneth Fink        | Gina Fattore                                                                      | 2000. február 16.    | 4,00 millió |
| 52.  | 17. | Hamupipőke története (Cinderella Story)                      | Janice Cooke        | Jeffrey Stepakoff                                                                 | 2000. március 1.     | 4,45 millió |
| 53.  | 18. | Gyermekkori álmok világa (Neverland)                         | Patrick Norris      | Maggie Friedman                                                                   | 2000. március 8.     | 4,11 millió |
| 54.  | 19. | Lopott csókok (Stolen Kisses)                                | Greg Prange         | Tom Kapinos                                                                       | 2000. április 26.    | 4,00 millió |
| 55.  | 20. | Egy soha véget nem érő nap (The Longest Day)                 | Perry Lang          | Gina Fattore                                                                      | 2000. május 3.       | 3,86 millió |
| 56.  | 21. | Mutasd meg, hogy szeretsz (Show Me Love)                     | Morgan J. Freeman   | Liz Tigelaar & Holly Henderson                                                    | 2000. május 10.      | 4,73 millió |
| 57.  | 22. | Egy másik bál (The Anti-Prom)                                | Greg Prange         | Maggie Friedman                                                                   | 2000. május 17.      | 3,93 millió |
| 58.  | 23. | Igaz szerelem (True Love)                                    | James Whitmore, Jr. | Történet: Greg Berlanti & Jeffrey Stepakoff Tévéjáték: Tom Kapinos & Gina Fattore | 2000. május 24.      | 4,83 millió |

## Negyedik évad (2000-2001)
| Sor. | Év. | Cím                                                  | Rendező            | Író                          | Premier            | Nézettség   |
| ---- | --- | ---------------------------------------------------- | ------------------ | ---------------------------- | ------------------ | ----------- |
| 59.  | 1.  | Hazatérés (Coming Home)                              | Greg Prange        | Greg Berlanti                | 2000. október 4.   | 4,98 millió |
| 60.  | 2.  | A szakadék szélén (Failing Down)                     | Sandy Smolan       | Tom Kapinos                  | 2000. október 11.  | 5,37 millió |
| 61.  | 3.  | Barát a bajban (The Two Gentlemen of Capeside)       | Sandy Smolan       | Jeffrey Stepakoff            | 2000. október 18.  | 5,02 millió |
| 62.  | 4.  | A jövő a tét (Future Tense)                          | Michael Lange      | Gina Fattore                 | 2000. október 25.  | 5,04 millió |
| 63.  | 5.  | Más állapot (A Family Way)                           | Nancy Malone       | Maggie Friedman              | 2000. november 1.  | 5,20 millió |
| 64.  | 6.  | Szép remények (Great Xpectations)                    | Bruce Seth Green   | Nan Hagan                    | 2000. november 8.  | 5,64 millió |
| 65.  | 7.  | Búcsú és bocsánat (You Had Me at Goodbye)            | John Behring       | Zack Estrin & Chris Levinson | 2000. november 15. | 4,54 millió |
| 66.  | 8.  | Bűnözésből elégtelen (The Unusual Suspects)          | James Whitmore Jr. | Jon Kasdan                   | 2000. november 22. | 4,68 millió |
| 67.  | 9.  | Csókok és csaták (Kiss Kiss Bang Bang)               | Perry Lang         | Tom Kapinos                  | 2000. november 29. | 4,96 millió |
| 68.  | 10. | Szellem a palackban (Self Reliance)                  | David Petrarca     | Gina Fattore                 | 2000. december 20. | 4,24 millió |
| 69.  | 11. | Tenni vagy nem tenni (The Tao of Dawson)             | Keith Samples      | Jeffrey Stepakoff            | 2001. január 10.   | 4,87 millió |
| 70.  | 12. | Rumlis buli (The Te of Pacey)                        | Harry Winer        | Maggie Friedman              | 2001. január 17.   | 4,49 millió |
| 71.  | 13. | Élet és halál (Hopeless)                             | Krishna Rao        | Nan Hagan                    | 2001. január 31.   | 4,54 millió |
| 72.  | 14. | A sítúra (A Winter's Tale)                           | Greg Prange        | Zack Estrin & Chris Levinson | 2001. február 7.   | 5,10 millió |
| 73.  | 15. | A lélekidomár (Four Stories)                         | David Petrarca     | Tom Kapinos                  | 2001. február 14.  | 3,95 millió |
| 74.  | 16. | Minden szinten kalamajka (Mind Games)                | David Straiton     | Gina Fattore                 | 2001. március 28.  | 2,35 millió |
| 75.  | 17. | A tanulópénz (Admissions)                            | Lev L. Spiro       | Barb Siebertz                | 2001. április 11.  | 3,25 millió |
| 76.  | 18. | Jótett helyében jót ne várj! (Eastern Standard Time) | David Grossman     | Jon Kasdan                   | 2001. április 18.  | 4,13 millió |
| 77.  | 19. | Nehéz szülés (Late)                                  | David Petrarca     | Jeffrey Stepakoff            | 2001. április 25.  | 4,15 millió |
| 78.  | 20. | Áll a bál (Promicide)                                | Jason Moore        | Maggie Friedman              | 2001. május 4.     | 4,32 millió |
| 79.  | 21. | Mi leszel, ha nagy leszel? (Separation Anxiety)      | Krishna Rao        | Rina Mimoun                  | 2001. május 9.     | 4,78 millió |
| 80.  | 22. | Ballag már a vén diák (The Graduate)                 | Harry Winer        | Alan Cross                   | 2001. május 16.    | 5,45 millió |
| 81.  | 23. | Útra készen (Coda)                                   | Greg Prange        | Gina Fattore & Tom Kapinos   | 2001. május 23.    | 4,85 millió |

## Ötödik évad (2001-2002)
| Sor. | Év. | Cím                                                   | Rendező            | Író                             | Premier            | Nézettség   |
| ---- | --- | ----------------------------------------------------- | ------------------ | ------------------------------- | ------------------ | ----------- |
| 82.  | 1.  | Kalandok Hollywoodban (The Bostonians)                | Greg Prange        | Tom Kapinos                     | 2001. október 10.  | 4,47 millió |
| 83.  | 2.  | Húzós szitu (The Lost Weekend)                        | David Petrarca     | Gina Fattore                    | 2001. október 17.  | 4,99 millió |
| 84.  | 3.  | Nincs visszaút (Capeside Revisited)                   | Michael Lange      | Jeffrey Stepakoff               | 2001. október 24.  | 4,40 millió |
| 85.  | 4.  | A hosszú búcsú (The Long Goodbye)                     | Robert McNeill     | Tom Kapinos                     | 2001. október 31.  | 4,48 millió |
| 86.  | 5.  | Érzelmek viharában (Use Your Disillusion)             | Perry Lang         | Rina Mimoun                     | 2001. november 7.  | 3,77 millió |
| 87.  | 6.  | Lehull a lepel (High Anxiety)                         | Jason Moore        | Joshua Krist & Allison Robinson | 2001. november 14. | 4,50 millió |
| 88.  | 7.  | Titkok és hazugságok (Text, Lies and Videotape)       | Marita Grabiak     | Karin Lewicki                   | 2001. november 21. | 3,41 millió |
| 89.  | 8.  | A jelszó: szerelem (Hotel New Hampshire)              | Lev L. Spiro       | Diego Gutierrez                 | 2001. november 28. | 4,19 millió |
| 90.  | 9.  | Horrorra akadva (Four Scary Stories)                  | Krishna Rao        | Jed Seidel                      | 2001. december 12. | 4,00 millió |
| 91.  | 10. | Baráti vacsora (Appetite for Destruction)             | Harry Winer        | Anna Fricke                     | 2001. december 19. | 4,20 millió |
| 92.  | 11. | Hurrá, vakáció! (Something Wild)                      | Michael Lange      | Jeffrey Stepakoff               | 2002. január 16.   | 3,75 millió |
| 93.  | 12. | Próbatétel (Sleeping Arrangements)                    | Mel Damski         | Jed Seidel                      | 2002. január 23.   | 4,31 millió |
| 94.  | 13. | Az új suli (Something Wilder)                         | David Petrarca     | Rina Mimoun                     | 2002. január 30.   | 4,13 millió |
| 95.  | 14. | Mint a mesében (Guerilla Filmmaking)                  | Julia Rask         | Jon Kasdan                      | 2002. február 6.   | 4,38 millió |
| 96.  | 15. | Rabolt érzelmek (Downtown Crossing)                   | David Petrarca     | Tom Kapinos                     | 2002. február 13.  | 4,03 millió |
| 97.  | 16. | Érzelmek iskolája (In a Lonely Place)                 | Keith Samples      | Gina Fattore                    | 2002. február 20.  | 3,98 millió |
| 98.  | 17. | Születésnap (Highway to Hell)                         | Sanford Bookstaver | Anna Fricke                     | 2002. április 4.   | 4,52 millió |
| 99.  | 18. | Kezdődjön a vetítés (Cigarette Burns)                 | Les Sheldon        | Tom Kapinos & Jon Kasdan        | 2002. április 10.  | 4,15 millió |
| 100. | 19. | Hullámok hercege (100 Light Years from Home)          | David Petrarca     | Rina Mimoun                     | 2002. április 17.  | 3,51 millió |
| 101. | 20. | Amikor minden összejön (Separate Ways (Worlds Apart)) | Robert McNeill     | Nicole Ranadive                 | 2002. április 28.  | 3,46 millió |
| 102. | 21. | Lidérces órák (After Hours)                           | Mel Damski         | Jeffrey Stepakoff               | 2002. május 1.     | 3,64 millió |
| 103. | 22. | Végre itt a vakáció (The Abby)                        | Michael Lange      | Diego Gutierrez & Jon Kasdan    | 2002. május 8.     | 4,31 millió |
| 104. | 23. | A nagy utazás (Swan Song)                             | Greg Prange        | Gina Fattore & Tom Kapinos      | 2002. május 15.    | 4,38 millió |

## Hatodik évad (2002-2003)
| Sor. | Év. | Cím                                                      | Rendező             | Író                                | Premier            | Nézettség   |
| ---- | --- | -------------------------------------------------------- | ------------------- | ---------------------------------- | ------------------ | ----------- |
| 105. | 1.  | Újra Bostonban (The Kids Are Alright)                    | Greg Prange         | Tom Kapinos                        | 2002. október 2.   | 5,33 millió |
| 106. | 2.  | Vonzások és csalódások (The Song Remains the Same)       | Robert McNeill      | Gina Fattore                       | 2002. október 2.   | 5,33 millió |
| 107. | 3.  | Egy pokoli nap (The Importance of Not Being Too Earnest) | Joanna Kerns        | Anna Fricke                        | 2002. október 9.   | 4,90 millió |
| 108. | 4.  | Veszedelmes viszonyok (Instant Karma!)                   | Robert McNeill      | Maggie Friedman                    | 2002. október 16.  | 4,17 millió |
| 109. | 5.  | Bosszúvágy (The Imposters)                               | Michael Lange       | Gina Fattore                       | 2002. október 23.  | 3,80 millió |
| 110. | 6.  | Haloween (Living Dead Girl)                              | Les Sheldon         | Tom Kapinos                        | 2002. október 30.  | 3,94 millió |
| 111. | 7.  | Az utolsó csepp (Ego Tripping at the Gates of Hell)      | Jason Moore         | Anna Fricke                        | 2002. november 6.  | 4,38 millió |
| 112. | 8.  | A szerencse forgandó (Spiderwebs)                        | Bethany Rooney      | Gina Fattore                       | 2002. november 13. | 4,77 millió |
| 113. | 9.  | Szakíts, ha bírsz! (Everything Put Together Falls Apart) | Kerr Smith          | Maggie Friedman                    | 2002. november 20. | 4,33 millió |
| 114. | 10. | Karácsonyi lidércnyomás (Merry Mayhem)                   | David Petrarca      | Tom Kapinos                        | 2002. december 11. | 3,94 millió |
| 115. | 11. | Nyomtalanul (Day Out of Days)                            | Robert McNeill      | Gina Fattore                       | 2003. január 15.   | 3,63 millió |
| 116. | 12. | Kifulladásig (All the Right Moves)                       | Arlene Sanford      | Maggie Friedman                    | 2003. január 22.   | 3,55 millió |
| 117. | 13. | Borúra derű (Rock Bottom)                                | Robert McNeill      | Tom Kapinos                        | 2003. január 29.   | 3,10 millió |
| 118. | 14. | Hinta-palinta (Clean and Sober)                          | Michael Lange       | Anna Fricke                        | 2003. február 5.   | 3,40 millió |
| 119. | 15. | Összezárva (Castaways)                                   | Greg Prange         | Gina Fattore                       | 2003. február 19.  | 4,20 millió |
| 120. | 16. | Akkor és most (That Was Then)                            | Perry Lang          | Anna Fricke                        | 2003. március 26.  | 3,05 millió |
| 121. | 17. | Adok-kapok (Sex and Violence)                            | Frank Perl          | Anna Fricke & Tom Kapinos          | 2003. április 2.   | 3,26 millió |
| 122. | 18. | Régi szép idők (Love Bites)                              | Bethany Rooney      | Liz Garcia                         | 2003. április 9.   | 3,39 millió |
| 123. | 19. | Szex beszéd (Lovelines)                                  | Joshua Jackson      | Jason M. Palmer                    | 2003. április 16.  | 3,12 millió |
| 124. | 20. | A 22-es csapdája (Catch–22)                              | Robert McNeill      | Laura Glasser                      | 2003. április 23.  | 3,47 millió |
| 125. | 21. | Bomlások és kötelékek (Goodbye, Yellow Brick Road)       | Peter Kowalski      | Anna Fricke                        | 2003. április 30.  | 3,80 millió |
| 126. | 22. | Felvétel indul! (Joey Potter and Capeside Redemption)    | Michael Lange       | Gina Fattore & Tom Kapinos         | 2003. május 7.     | 4,88 millió |
| 127. | 23. | Azért vannak a jó barátok (All Good Things...)           | James Whitmore, Jr. | Kevin Williamson & Maggie Friedman | 2003. május 14.    | 7,30 millió |
| 128. | 24. | Könny és mosoly (...Must Come to An End)                 | James Whitmore, Jr. | Kevin Williamson & Maggie Friedman | 2003. május 14.    | 7,30 millió |